# Frederik Bernard s'Jacob (1850-1935)
Frederik Bernard s'Jacob (Meester Cornelis (Ned.-Indië), 14 mei 1850 - Staverden (gem. Ermelo), 15 maart 1935) was een Nederlandse ingenieur en (oud-)liberaal politicus. Hij bekleedde diverse openbare ambten waaronder van 1893 tot 1906 het burgemeesterschap van Rotterdam. Hij behoorde tot de Bond van Vrije Liberalen.

## Familie
s'Jacob was een lid van het patricische geslacht s'Jacob en zoon van Frederik s'Jacob (1822-1901), gouverneur-generaal van Nederlands-Indië, en jkvr. Leonie Susanne Charlotte van Hogendorp (1831-1852). s'Jacob was getrouwd met Mary Templeman van der Hoeven (1849-1903) met wie hij vijf kinderen kreeg.

## Loopbaan
s'Jacob studeerde van 1868 tot 1873 technische wetenschappen aan de Polytechnische School te Delft.
Als ingenieur was hij betrokken bij de verbetering van het Merwedekanaal, bij de aanleg van de spoorlijn Arnhem-Nijmegen en de Waalbrug bij Nijmegen alsook bij de aanleg van de spoorlijn Nijmegen-Venlo.
Achtereenvolgens was hij van 1873 tot 1875 buitengewoon opzichter bij Rijkswaterstaat, van 1875 tot 1881 adjunct-ingenieur Maatschappij tot Exploitatie van Staatsspoorwegen (S.S.), van 1881 tot 1884 particulier secretaris van zijn vader Frederik s'Jacob, die toen gouverneur-generaal van Nederlands-Indië was. Van 30 januari 1886 tot 1 maart 1893 was hij gemeenteraadslid van Rotterdam, van september 1891 tot 1 maart 1893 wethouder in die stad, en van 10 augustus 1892 tot september 1898 Statenlid van Zuid-Holland voor het kiesdistrict Rotterdam. Van 1 maart 1893 tot 1 mei 1906 was s'Jacob burgemeester van Rotterdam en van 20 september 1898 tot 23 juli 1904 tevens Eerste Kamerlid voor de provincie Zuid-Holland.
s'Jacob kocht in 1905 het landgoed Staverden, waar hij het landhuis liet verbouwen tot een kasteel in jugendstil, waar hij na het gereedkomen ervan ging wonen. Hij bracht het landgoed Staverden verder tot ontwikkeling door ontginning van woeste gebieden. Twee nieuwe boerderijen verrezen op het landgoed, de Stavohoeve en de Frederik Bernard Hoeve. Voor zijn zoon Herman Theodoor s'Jacob liet hij in de nabijheid van het kasteel het landhuis De Witte Pauwen bouwen. Zijn zoon zette het door hem begonnen werk op het landgoed Staverden voort.
Hij overleed in maart 1935 op 84-jarige leeftijd op kasteel Staverden. Hij werd begraven op de Algemene Begraafplaats te Crooswijk in Rotterdam. s'Jacob was Ridder in de Orde van de Nederlandse Leeuw, Commandeur in de Orde van Oranje-Nassau en Commandeur in de Huisorde van Oranje. Rotterdam eerde hem met een plein dat zich voor het voormalige hoofdkantoor van Unilever bevindt waar nu de Hogeschool Rotterdam locatie Museumpark gevestigd is.
- Biografisch Portaal: 44744725
- Parlement.com: vg09ll1xzfws